# Catalaans voetbalelftal (vrouwen)
Het Catalaans vrouwenvoetbalelftal is een team dat Catalonië vertegenwoordigt bij internationale voetbalwedstrijden. Het voetbalelftal wordt niet officieel erkend door de FIFA en is dus uitgesloten van deelname voor het WK en het EK. La Selecció speelt sinds 2014 jaarlijks een wedstrijd.

## Bekende (oud-)spelers
- Natàlia Arroyo
- Marta Corredera
- Olga García
- Vicky Losada
- Leila Ouahabi
- Brenda Pérez
- Alèxia Putellas
- Marta Torrejón

## Uitslagen
| Jaar             | Tegenstander | Stadion                                                 | Uitslag | Doelpunten                                                                  |
| ---------------- | ------------ | ------------------------------------------------------- | ------- | --------------------------------------------------------------------------- |
| 27 december 2007 | Galicië      | Estadio Balaídos, Vigo                                  | 1 - 6   | Míriam Diéguez (2), Sara Serna (2), Rocío Serrano, Georgina Carreras        |
| 27 december 2014 | Baskenland   | Lasesarre, Barakaldo                                    | 1 - 1   | Olga García                                                                 |
| 26 december 2015 | Baskenland   | Mini Estadi, Barcelona                                  | 1 - 1   | Marta Corredera                                                             |
| 22 december 2016 | Galicië      | Estadio Municipal A Lomba, Villagarcía de Arosa         | 0 - 5   | Olga García (2), Carolina Férez, Alèxia Putellas, Eva Llamas                |
| 22 december 2017 | Navarra      | Estadio El Sadar, Pamplona                              | 1 - 3   | Carolina Férez (2), Aitana Bonmatí                                          |
| 21 januari 2019  | Chili        | Estadi Feixa Llarga, L'Hospitalet de Llobregat          | 0 - 0   | -                                                                           |
| 7 april 2024     | Paraguay     | Estadi Municipal de Futbol Palamós-Costa Brava, Palamós | 5 - 1   | Arola Aparicio, Cristina Baudet, Maria Llompart, Fatou Kanteh, Vicky Losada |